# Viação Férrea do Rio Grande do Sul
La Vía Férrea de Río Grande del Sur (VFRGS) (en portugués: Viação Férrea do Rio Grande do Sul) fue una empresa estatal de ferrocarril controlada por el Gobierno del estado de Río Grande del Sur en Brasil, desde que fue creada en 1920 hasta que fue adquirida en 1959 por la Rede Ferroviária Federal (RFFSA).

## Historia
Después de las discusiones sobre la creación de un ferrocarril entre la capital del estado, Porto Alegre, y la ciudad de São Leopoldo, en el valle del Río dos Sinos, la a empresa The Porto Alegre & New Hamburg Brazilian Railway Company Limited se hizo cargo del proyecto, que fue inaugurado el 15 de abril de 1874 con 33 km de largo y ocho estaciones ferroviarias. El ramal está actualmente recorrido por el Metro de Porto Alegre. El 1 de enero de 1876 se abrió la extensión hasta Novo Hamburgo. En 1880 ya eran transportados 40 mil pasajeros al año. La línea se extendió posteriormente a Carlos Barbosa y Caxias do Sul. A finales de la década de 1880, se creó la comisión para el estudio y la construcción de una línea entre Porto Alegre y Uruguayana, obra que sólo se completó en 1907.

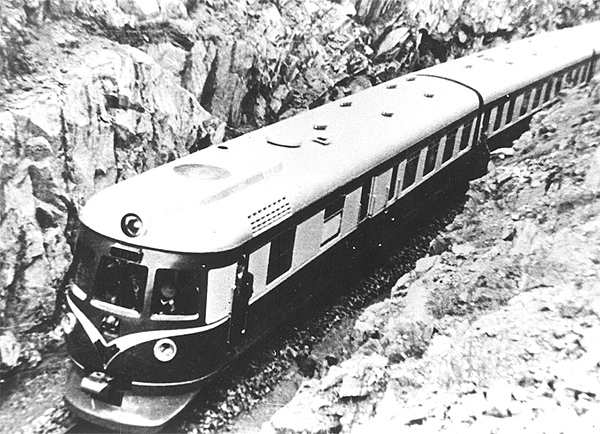
Tren Minuano, fabricado por la empresa alemana MAN e introducido en las VFRGS en 1954.

Por decreto de 6 de junio de 1905, el Gobierno federal de Brasil unificó la red ferroviaria en el estado y la arrendó a la empresa belga Compagnie Auxiliaire de Chemins de Fer au Bresil, controlada por el empresario estadounidense Percival Farquhar.
En mayo de 1912 fue inaugurada la conexión de doble trocha con el Ferrocarril Central del Uruguay entre Santana do Livramento y Rivera permitiendo la comunicación de São Paulo con Montevideo.
La falta de inversión y la mala gestión dio fuerza al movimiento liderado por el diputado Augusto Pestana en favor de su nacionalización. En 1920 el Gobierno federal se hizo cargo de la empresa belga y creó la Viação Ferroviária do Rio Grande do Sul, que tenía a Pestana como su primer presidente.
La nueva compañía recuperó las líneas ferroviarias gaúchas y adquirió nuevas formaciones mediante la introducción de los populares Minuanos, locomotoras diesel y coches motor (locomotoras de vagones individuales para un promedio de 50 pasajeros) para las líneas metropolitanas, también a diesel.
El 8 de marzo de 1940 la línea São Paulo/Rio Grande fue asumida por el Gobierno federal y se traspasada a la Red de ferrocarril Paraná-Santa Catarina (RVPSC) en 1942. Desde finales de la década de 1940 se realizaron estudios para la expropiación de la totalidad de la red ferroviaria nacional en una sola empresa. En 1957, finalmente se creó la Red Ferroviaria Federal (RFFSA), que absorbió a la VFRGS en 1959.
La conexión con el Ferrocarril Nordeste Argentino (desde 1948 parte del Ferrocarril General Urquiza) de Argentina (de trocha estándar (1,435 m) sobre el puente Internacional Agustín P. Justo-Getúlio Vargas entre Paso de los Libres y Uruguayana fue inaugurada el 12 de octubre de 1945. Para ello fue necesario construir un ramal de doble vía entre ambas estaciones. 
Desde 1996 la totalidad de la red ferroviaria estatal (excepto el metro de Porto Alegre) está bajo el control de la empresa privada América Latina Logística. La línea del metro es controlada por la Empresa de Trens Urbanos de Porto Alegre, el Trensurb con capital del Gobierno de Brasil, el gobierno del estado y la prefectura de Porto Alegre.